# 三好房一
三好 房一（みよし ふさかず）は、戦国時代の武将、安土桃山時代の大名、江戸時代初期の旗本。通称は新右衛門尉、丹後守。

## 略歴
同族の三好康長に属していたが、後に織田信長に従い、野尻・草部等の戦いで功があった。
その後、羽柴秀吉に仕えて馬廻。黄母衣衆、次いで赤母衣衆に選ばれた。
文禄元年（1592年）からの文禄・慶長の役では肥前名護屋城に在陣した。秀吉の死後は、有馬則頼を介して徳川家康に接近。
慶長5年（1600年）、徳川家康の会津征伐に加わり、『廃絶録』によれば、この当時、1万石の知行を有していた。理由や経緯は書かれていないが、この1万石は同年中に没収されている。東軍に属して9月15日の関ヶ原の戦いの戦闘にも参加した。
戦後は家康に仕えて、その功績によって望みの土地に恩賞を与えると言われて河内国を選び、河内国内に2,300石の知行地を新恩として与えられ、駿府相伴衆となった。
慶長10年（1605年）4月、徳川秀忠が参内した際には、これに供奉。
慶長19年（1614年）駿府において死去。享年61。